# Alice Vibert Douglas
Alice Vibert Douglas (Montréal, 15 dicembre 1894 – Kingston, 2 luglio 1988) è stata un'astronoma canadese, la prima donna canadese a diventare astrofisica.

## Biografia
Douuglas nacque a Montréal, Québec, il 15 dicembre 1894. Rimasta orfana di ambo i genitori nel suo anno di nascita, visse inizialmente da sua nonna a Londra con suo fratello George. Suo nonno. George Douglas era un importante ministro metodista ed educatore.
Nel 1904 sia Douglas che suo fratello tornarono a Montréal, dove frequentarono la Westmount Academy. Crescendo, Douglas si interessò alla scienza, ma sentiva che il suo sesso era un handicap. Al liceo le venne rifiutata l'ammissione a un piccolo club scientifico per il fatto che era fosse donna. Suo fratello la aiutò ad aggirare il problema lasciando la porta socchiusa in modo che Allie si sedesse fuori dalla classe per ascoltare le lezioni. Alla fine si laureò tra i migliori della sua classe e ricevette una borsa di studio alla Università McGill.
Nel 1912 iniziò i suoi studi con lode in matematica e fisica alla McGill, ma furono interrotti durante il suo terzo anno con lo scoppio della prima guerra mondiale. Suo fratello George si arruolò come ufficiale ed era di stanza vicino a Londra, e Alice e le loro due zie Mina e Mary lo raggiunsero. Douglas fu quindi invitata a unirsi allo sforzo bellico da un amico di famiglia e decise di lavorare nel War Office come statistica. Anche se le bombe sarebbero cadute vicino al suo posto di lavoro, Douglas perseveròricevendo la paga più alta di tutte le donne impiegate temporanee nel servizio nazionale. Nel 1918, all'età di 23 anni, fu insignita dell'Ordine dell'Impero Britannico per il suo lavoro.
Tornata a Montréal nel 1920, continuò i suoi studi conseguendo una laurea e poi un master universitario nel 1921. Andò all'Università di Cambridge, dove studiò con Arthur Eddington, uno dei principali astronomi dell'epoca. Conseguì il dottorato in astrofisica tramite la McGill nel 1926, la prima persona a riceverlo da un'università del Quebec e una delle prime donne in Nord America. Fu autrice di un'importante biografia su Eddington intitolata The Life of Arthur Eddington.
Dopo gli studi di dottorato tenne lezioni di fisica e astrofisica alla McGill. Nel 1939 si trasferì alla Queen's University, dove prestò servizio come Dean of Women fino al 1958. Insegnò astronomia dal 1946 fino al suo pensionamento nel 1964, e fu determinante nel concedere alle donne di studiare ingegneria e medicina. Nel 1967 divenne Ufficiale dell'Ordine del Canada e il Consiglio nazionale delle donne ebree la nominò una delle 10 donne del secolo. Nel 1988, anno della sua morte, le venne intitolato l'asteroide 3269. Fu anche membro della Royal Astronomical Society in Gran Bretagna e presidente della RASC.
Mentre si trovava a Kingston, fu una componente attiva del Kingston Center RASC. C'era interesse per l'astronomia nell'area di Kingston molto prima che il Centro fosse fondato nel 1961. L'Osservatorio di Kingston venne inaugurato nel 1855, il primo in Ontario, e l'astronomia venne insegnata nel Queens dal 1863. All'inizio del Novecento i professori della regina e altri della zona erano diventati membri della Società. Vibert Douglas ne divenne presidente nazionale nel 1943-1944. Fu in gran parte dovuto al suo lavoro se il Kingston Center fu formato nel 1961, il 16 ° Centro della Società. Collaborando con John Stuart Foster, studiò gli spettri di stelle di tipo A e B e l'effetto Stark-Lo Surdo utilizzando il Dominion Astrophysical Observatory. Nel 1947 divenne la prima presidente canadese dell'dUnione Astronomica Internazionale e rappresentò il Canada durante una conferenza dell'UNESCO a Montevideo, sette anni dopo. Morì il 2 luglio 1988.
Una patera (un cratere irregolare o complesso) su Venere porta il suo nome.